# Ідеальна оптична система
Ідеальна оптична система — оптична система, що створює ідеальне (безабераційне) зображення в представленнях геометричної оптики для гомоцентричних пучків променів. Теорію ідеальних оптичних систем розробив К.Ф.Гаус у 1841 році.
Така система зображає кожну точку простору предметів точкою в просторі зображень і зберігає масштаб зображення, тобто будь-яку плоску геометричну фігуру зображує у вигляді подібної плоскої фігури, також перпендикулярну оптичній осі. Цим умовам задовольняє тільки оптична система, що складається з одного або декількох плоских дзеркал. Лінзовим оптичним системам властиві аберації. З достатнім наближенням ідеальними можна вважати центровані оптичні системи, якщо обмежитися параксіальними пучками променів, тобто областю поблизу осі симетрії системи.